# 分散紫1
分散紫1（英語：disperse violet 1）是一种有机化合物，化学名为1,4-二氨基蒽醌，化学式C14H10N2O2。它可由1-氨基蒽醌在氯化钴催化下和甲胺反应，再脱甲基得到；或由1-氨基-4-硝基蒽醌和硼氢化钠在异丙醇中还原制得。它和亚硝酸叔丁酯、溴化铜反应，可以得到1,4-二溴蒽醌。